# Михайловка (Комишловський район)
Миха́йловка (рос. Михайловка) — присілок у складі Комишловського району Свердловської області. Входить до складу Галкинського сільського поселення.
Населення — 59 осіб (2010, 96 у 2002).
Національний склад станом на 2002 рік: росіяни — 97 %.